# Rövenich
Rövenich ist ein Stadtteil von Zülpich im Kreis Euskirchen, Nordrhein-Westfalen. Ortsvorsteher ist Michaela Mohr (Stand November 2019):

## Lage
Rövenich liegt in der Zülpicher Börde nordöstlich von Zülpich. Nachbarorte sind Zülpich, Bessenich, Niederelvenich und Weiler in der Ebene und Sievernich im Nachbarkreis Düren. Am westlichen Ortsrand verläuft der Zubringer zur A 1, am nördlichen Ortsrand die Bundesstraße 265 und östlich die Landstraße 264. Im Ort selbst gibt es keinen Durchgangsverkehr. An der Bundesstraße liegt ein ehemaliges Siechenhaus.

## Geschichte
Ein Kelte oder Römer mit dem Namen Rufinus mag hat an der alten Heerstraße Zülpich-Köln das Gut Rufiniacum (Rufinius + keltische Endung (i)acum, „Heim des Rufinus“) erbaut. Aus diesem Hof entwickelte sich der Ort, der später Rufenich oder Ruvenich genannt wurde. Bereits 1419 tauchte der heutige Ortsname auf. Rövenich bildete im 15. Jahrhundert eine Jülicher Unterherrschaft, in der der Herr von Bollheim die landesherrliche Gewalt ausübte.
Am 1. Juli 1969 wurde Rövenich nach Zülpich eingemeindet.

## Kirche
Die Kirche wird erstmals 1124 erwähnt. Sie wurde erst 1898 abgebrochen, weil sie baufällig war. Die heutige, im Stil der Frühgotik erbaute Kirche wurde am 22. April 1902 konsekriert. Sie hat 160 Sitzplätze und ist dem Hl. Pankratius geweiht.

## Schule
Bereits 1698 wird in Rövenich eine Schule erwähnt. Im 19. Jahrhundert wurde ein eigenes Schulgebäude erbaut, denn vorher fand der Unterricht beim Lehrer im Hause statt. Im Ort gibt es heute vier ehemalige Schulgebäude. Das zuletzt errichtete Haus aus dem Jahre 1964 ist das Asylantenheim der Stadt Zülpich. Der Schulbetrieb wurde 1968 aufgegeben.

## Verkehr
Der Ort liegt im Verbundraum des Verkehrsverbundes Rhein-Sieg (VRS). Die Fahrten der Buslinie 892 der Regionalverkehr Köln (RVK) verkehren als TaxiBusPlus im Bedarfsverkehr. Zusätzlich verkehren an Schultagen einzelne Fahrten der Buslinie 807. 
| Linie | Verlauf |
| ----- | --- |
| 807   | Euskirchen Bf – Frauenberg – Oberwichterich / (← Oberelvenich ← Rövenich ← Niederelvenich) – Wichterich – Mülheim – Niederberg – Borr – (Scheuren ← Weiler in der Ebene ← Erp ←) Friesheim – Ahrem – Lechenich – Frauenthal – Liblar – Erftstadt Bf |
| 892   | MiKE / AST-Verkehr: Mülheim – Wichterich – Niederelvenich – Oberelvenich – Rövenich – Zülpich Bf – Zülpich Frankengraben – Hoven – Floren – Merzenich                                                                                               |

## Sonstiges
Der Drimbornshof im Ort ist eine Nachsorgereinrichtung für psychisch Kranke.